# Baby (chanson de Justin Bieber)
Cet article concerne la chanson de Justin Bieber. Pour la chanson de Brandy, voir Baby.
Pour les articles homonymes, voir Baby.
Singles de Justin Bieber
One Less Lonely Girl
(2009) Eenie Meenie
(2010)
Singles par Ludacris
How Low
(2010) All I Do Is Win
(2010)
Baby est une chanson du chanteur canadien Justin Bieber. Elle sort le 18 janvier 2010 en tant que premier single de la deuxième moitié du premier album de Justin Bieber, My World 2.0. La piste a été écrite par Justin et avec la collaboration de Christopher « Tricky » Stewart et de Terius « The-Dream » Nash, qui ont aussi travaillé avec Justin sur One Time, ainsi qu’avec la participation de la chanteuse de RnB Christina Milian, de labelmate, et du rappeur Ludacris,. Elle est disponible en téléchargement depuis le 18 janvier 2010. La chanson a officiellement commencé à être diffusée à la radio le 26 janvier 2010.
Le titre connait un succès immédiat, et Justin Bieber, alors âgé de 16 ans, devient célèbre dans le monde entier. C'est précisément cette chanson qui lancera la carrière internationale du jeune chanteur.
En juillet 2010, le clip vidéo de Baby devient la vidéo la plus vue sur YouTube jusqu'à ce qu'elle soit surpassée par le clip Gangnam Style de Psy en novembre 2012. Le 5 mars 2014, Baby devient la seconde vidéo, après Gangnam Style a atteindre le milliard de visionnages sur la plate-forme de vidéos YouTube. Le clip vidéo de Baby est la deuxième vidéo comptabilisant le plus de votes négatifs de toute la plate-forme (12 millions au mois de juin 2021) derrière le Youtube Rewind de 2018.

## Clip vidéo
Dans ce clip, on aperçoit Justin Bieber jouant au bowling avec des amis, et réalisant un strike. Toutes les filles sont impressionnées mais une seule - Jasmine Villegas - ne réagit pas et fait elle aussi un strike. Justin Bieber s’approche de cette fille et essaye de la séduire. Il s'ensuit un passage rappé avec Ludacris. Tout à la fin du clip, Justin Bieber réussit à séduire la fille.
On peut aussi apercevoir le rappeur Drake dans la vidéo.

## Liste des pistes
| - Téléchargement digital aux États-Unis 1. Baby (feat. Ludacris) – 3:34 - Téléchargement digital au Royaume-Uni 1. Baby (Chipmunk Remix) (featuring Chipmunk) – 3:41 | - Téléchargement digital au Australie 1. Baby (featuring Ludacris) – 3:36 2. Baby (Clip vidéo) – 3:39 |

## Classements et certifications
| Classement (2010)                                 | Meilleure position |
| ------------------------------------------------- | ------------------ |
| Allemagne (Media Control AG)                      | 22                 |
| Australie (ARIA)                                  | 3                  |
| Autriche (Ö3 Austria Top 40)                      | 27                 |
| Belgique (Flandre Ultratop 50 Singles)            | 12                 |
| Belgique (Wallonie Ultratop 50 Singles)           | 13                 |
| Brésil Radio Airplay (Crowley Broadcast Analysis) | 4                  |
| Canada (Hot 100)                                  | 3                  |
| Tchéquie (IFPI Rádio)                             | 20                 |
| Danemark (Tracklisten)                            | 13                 |
| Écosse (OCC)                                      | 1                  |
| Espagne (PROMUSICAE)                              | 43                 |
| États-Unis (Hot 100)                              | 5                  |
| États-Unis (R&B/Hip-Hop Songs)                    | 96                 |
| États-Unis (Pop Airplay)                          | 16                 |
| Europe (Hot 100)                                  | 2                  |
| France (SNEP)                                     | 1                  |
| Hongrie (Single Top 40)                           | 9                  |
| Irlande (IRMA)                                    | 7                  |
| Japon (Hot 100)                                   | 2                  |
| Nouvelle-Zélande (RMNZ)                           | 4                  |
| Norvège (VG-lista)                                | 3                  |
| Pays-Bas (Nederlandse Top 40)                     | 23                 |
| Royaume-Uni (UK R&B Chart)                        | 2                  |
| Royaume-Uni (UK Singles Chart)                    | 3                  |
| Slovaquie (IFPI Rádio)                            | 10                 |
| Suède (Sverigetopplistan)                         | 25                 |
| Suisse (Schweizer Hitparade)                      | 25                 |

| Pays                   | Certification |
| ---------------------- | ------------- |
| Australie (ARIA)       | Platine       |
| Belgique (BEA)         | Or            |
| Danemark (IFPI)        | Or            |
| États-Unis (RIA)       | 3 × Platine   |
| Japon (RIA)            | Or            |
| Norvège (IFPI)         | 3 × Platine   |
| Nouvelle-Zélande (RIA) | Platine       |
| Royaume-Uni            | Argent        |

## Historique de sortie
| Pays        | Date            | Format                       |
| ----------- | --------------- | ---------------------------- |
| États-Unis  | 18 janvier 2010 | Téléchargement               |
| États-Unis  | 26 janvier 2010 | Mainstream, rhythmic airplay |
| Australie   | 29 janvier 2010 | Téléchargement digital       |
| Allemagne   | 22 février 2010 | Téléchargement digital       |
| Allemagne   | 5 mars 2010     | CD single                    |
| France      | 19 février 2010 | CD single                    |
| Royaume-Uni | 7 mars 2010     | Téléchargement digital       |

## Culture populaire
Dans un épisode de Totally Spies!, Sam chante un couplet faisant référence à la chanson.